# آلدئانوئوا دل کامینو
الدینووا دل کامینو (به اسپانیایی: Aldeanueva del Camino) یک شهرستان در اسپانیا است که در استان کاسرس واقع شده‌است.